# 101-я особая бригада оперативного назначения внутренних войск МВД России
101-я особая бригада оперативного назначения (101 осброн) — тактическое соединение Внутренних войск МВД России, сформированное в январе 1995 года для поддержания порядка в Чеченской республике.

## Дислокация
Первоначальное место дислокации — город Грозный. В 1996 году общая численность личного состава насчитывала более 8000 человек. Подразделения, входившие в её состав, располагались по всей территории Чечни.
С 1997 года дислоцировалась в Ставропольском крае.
За мужество и героизм, проявленные при выполнении служебно-боевых задач, 488 военнослужащих бригады удостоены государственных наград. 

## Участие в боевых действиях
Участвовала в боях в марте и августе 1996 года в Грозном, Аргуне и др. В августе при нападении боевиков на столицу Чечни понесла огромные потери, но ни один из контролируемых бригадой объектов не был сдан или оставлен бойцами. После подписания мирного соглашения в Хасавюрте оставалась в Чечне до декабря 1996 года и была выведена из Чеченской Республики последней.
Принимала участие в штурме Грозного и боях в Дагестане во 2-ю Чеченскую кампанию.
Военнослужащие бригады провели более 3 тысяч спецопераций, изъяли сотни схронов с оружием, вывели из преступного оборота более 300 единиц стрелкового оружия, 537 гранатомётов, 2166 гранат, 1767 снарядов и мин, более 53 млн патронов различного калибра. За мужество и героизм, проявленные при выполнении служебно-боевых задач, 488 военнослужащих бригады награждены государственными наградами.

## Расформирование
В июне 2000 года 1 батальон 101-й особой бригады оперативного назначения был передан в 46-ю бригаду оперативного назначения, с которого началось формирование 46-й ОБрОН.
В/ч 5594 расформирована в июле 2005 г. Остатки части перешли в 46 бригаду. Весь архив в/ч 5594 переданы войсковой части 5559. Адрес: г. Ставрополь, пр. Кулакова 4а.
105 полк прекратил своё существование в мае 1999 г.
Чтобы сохранить разведбат, его приказом выделили в отдельную часть. Собственно, так и начинается история 346-го отдельного разведывательного батальона.
46-я отдельная бригада оперативного назначения ВВ МВД развёртывается в Чечне в соответствии с Указом президента от 28 августа 2000 г. № 1584 т.